# 고틀란드 여공작 레오노르 공주
레오노르 릴리안 마리아(스웨덴어: Leonore Lilian Maria, 2014년 2월 20일 ~ )는 스웨덴 베르나도트 왕가의 공주이자 고틀란드 여공작이다.
칼 16세 구스타프의 차녀 헬싱글란드와 예스트리클란드 여공작 마들렌 공주와 미국의 금융사업가 크리스토퍼 오닐 사이에서 태어난 장녀이다. 스웨덴 왕위 계승 순위는 태어날 적엔 5위였으나 사촌동생들이 태어나면서 2025년 기준으로는 10위이다.